# ノーマ・タルマッジ
ノーマ・マリー・タルマッジ（Norma Marie Talmadge、1894年5月2日 - 1957年12月24日）は、サイレント映画時代に活躍したアメリカ合衆国の映画女優・映画プロデューサーである。1920年代初頭にキャリアのピークを迎え、アメリカ映画界の人気アイドルの一人となった。
メロドラマを得意とし、最も有名な作品である『久遠の微笑』（1922年）のほか、フランク・ボーゼイギ監督作品の『秘密』（1924年）や『在りし日』（1925年）でも芸術的な成功を収めた。妹のコンスタンス・タルマッジも女優である。タルマッジは映画プロデューサーのジョセフ・M・シェンクと結婚し、自分たちの映画会社を設立して成功させた。アメリカ東海岸で名声を得た後、1922年にハリウッドに進出した。
タルマッジは、狂騒の20年代を通して、最もエレガントでグラマラスな映画スターの一人だった。しかし、1920年代末にトーキーが登場すると、タルマッジの人気は衰えていった。2本のトーキー映画に出演したが興行的に振るわず、1930年に映画界から去った。

## 若年期
出生証明書によると、タルマッジは1894年5月2日にニュージャージー州ジャージーシティで生まれた。タルマッジには、ナタリーとコンスタンスという2人の妹がおり、どちらも女優になった。

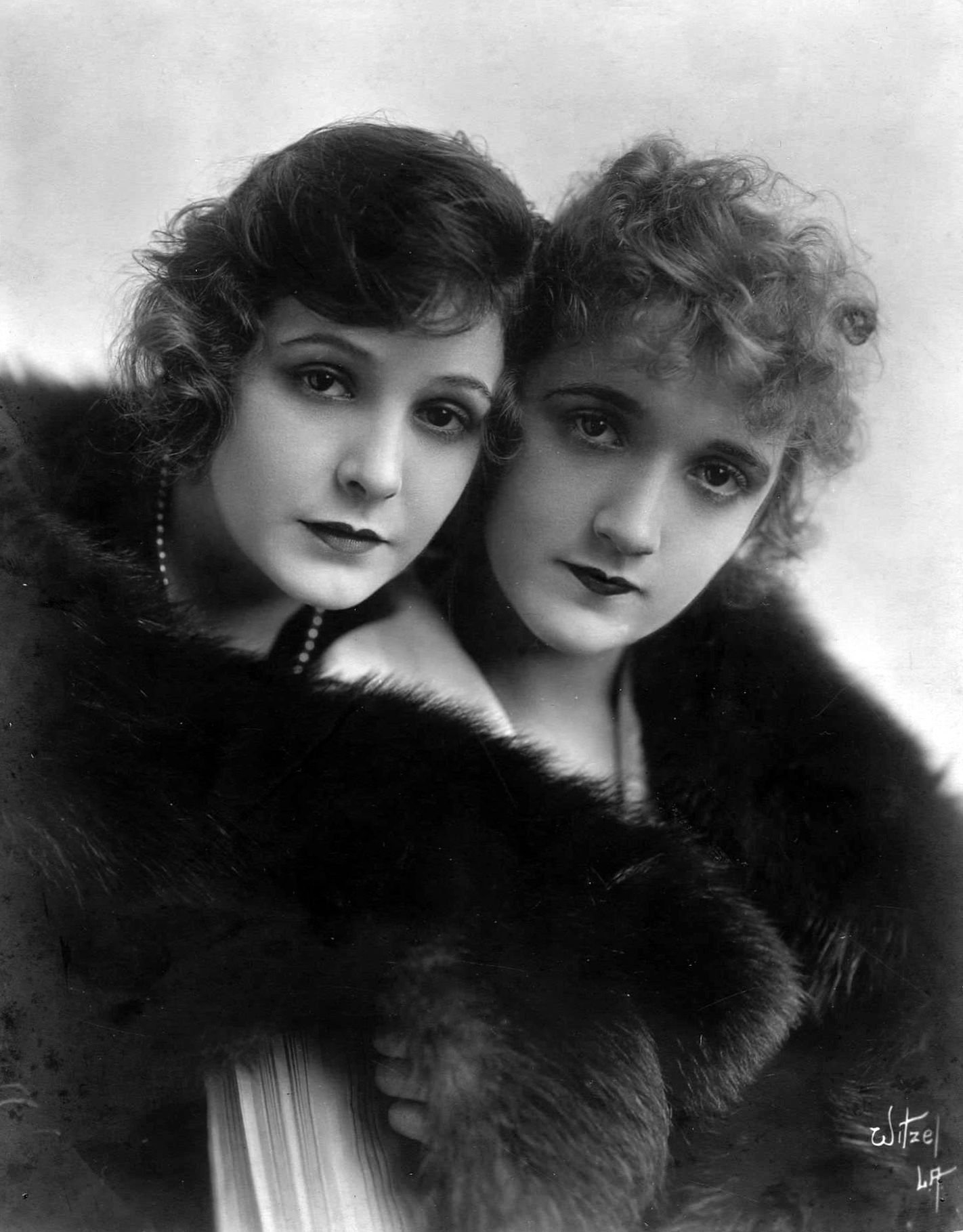
ノーマ・タルマッジとコンスタンス・タルマッジ（1920年頃）

タルマッジ姉妹の子供時代は貧しかった。アルコール依存症の父フレデリックは、タルマッジが幼いときに、あるクリスマスの朝、食料を買いに家を出たまま戻らなかった。残された母マーガレット（愛称ペグ）は、ニューヨーク市ブルックリンで、洗濯を請け負い、絵を教え、部屋を貸すことで生計を立て、3人の娘たちを一人で育てた。
タルマッジが高校生の時、同級生がイラストレイテッド・ソング（映画館で本編映画の前に上映されていた）のスライドのモデルをしていた。タルマッジがそれを母ペグに話したところ、ペグはそのスライドを撮影した写真家を探し出し、娘と会ってみてほしいと申し入れた。最初は断られたが、後に採用された。娘のデビュー作を見たペグは、娘を映画界に入れることを決意した。

## キャリア

### 初期のキャリア
タルマッジは母ペグから、映画女優になるよう勧められた。タルマッジ母子は、ブルックリンのフラットブッシュにあるヴァイタグラフ・スタジオを訪ねた。そこは自宅から路面電車で通える場所にあった。スタジオの門を通ってキャスティング担当者に会おうとしたが、すぐに追い返された。しかし、たまたまそれを見かけた女性シナリオライターのベータ・ブルイユがタルマッジの美しさに惹かれ、1909年の映画"The Household Pest"に端役で出演させた。
ブルイユの継続的な支援により、タルマッジは1911年から1912年にかけて100本以上の映画に端役で出演した。ヴァイタグラフは週給25ドルでタルマッジと契約し、タルマッジは安定した仕事が得られるようになった。契約女優としての初めての役は、コメディアンのジョン・バニーと共演した1911年の"Neighboring Kingdom"だった。最初の当たり役は、1911年の映画『二都物語』における、シドニー・カートンの処刑に付き添う無名の裁縫婦役だった。ヴァイタグラフの大スターである主演のモーリス・コステロの助けにより、タルマッジの演技は上達した。タルマッジは、主役からエキストラまで、どんな役でも演じて経験を積み、世間にも知られるようになった。1913年にはヴァイタグラフにおける最も有望な若手女優と目されるまでになった。同年、タルマッジはヴァン・ダイク・ブルック監督の演技ユニットに配属され、1913年から1914年にかけて、アントニオ・モレノを相手役とした映画に多数出演した。
1915年、タルマッジはヴァイタグラフで最も有名な長編映画"The Battle Cry of Peace"に出演し、大ブレイクした。しかし、野心的な母ペグは、娘の能力ならさらなる飛躍ができると考え、ナショナル・ピクチャーズ社と2年間、週給400ドルで長編映画8本の契約を結んだ。タルマッジは同年夏にヴァイタグラフを退社した。ヴァイタグラフに在籍した5年間で出演した映画は250本以上だった。
同年8月、タルマッジ母子はカリフォルニア州に向かった。タルマッジのナショナル・ピクチャーズでの最初の出演作は"Captivating Mary Carstairs"だった。しかし、セットも衣装も安っぽく、新しい小さな会社であるナショナル・ピクチャーズには十分な後ろ盾がなかった。映画は興行的に大失敗となり、ナショナル・ピクチャーズはこの作品の公開後に閉鎖された。映画を1本撮っただけでカリフォルニアに取り残されたタルマッジ母子は、東海岸に戻るよりもより高みを目指したほうが良いと考え、D・W・グリフィスが製作責任者を務めるトライアングル・フィルム・コーポレーションとの契約を目指すことにした。トライアングル社は、"The Battle Cry of Peace"でのタルマッジの評判から、傘下の製作会社ファイン・アーツとの契約を結んだ。タルマッジは、トライアングルにおいて8か月で7本の長編映画に出演した。その中には、アニタ・ルース脚本、ジョン・エマーソン監督のコメディ映画"The Social Secretary"（1916年）があった。この作品では、男性雇用主からの望まない注目を避けようとする女性の役を演じ、美しさだけではないタルマッジの魅力を広めることとなった。

### ニューヨーク

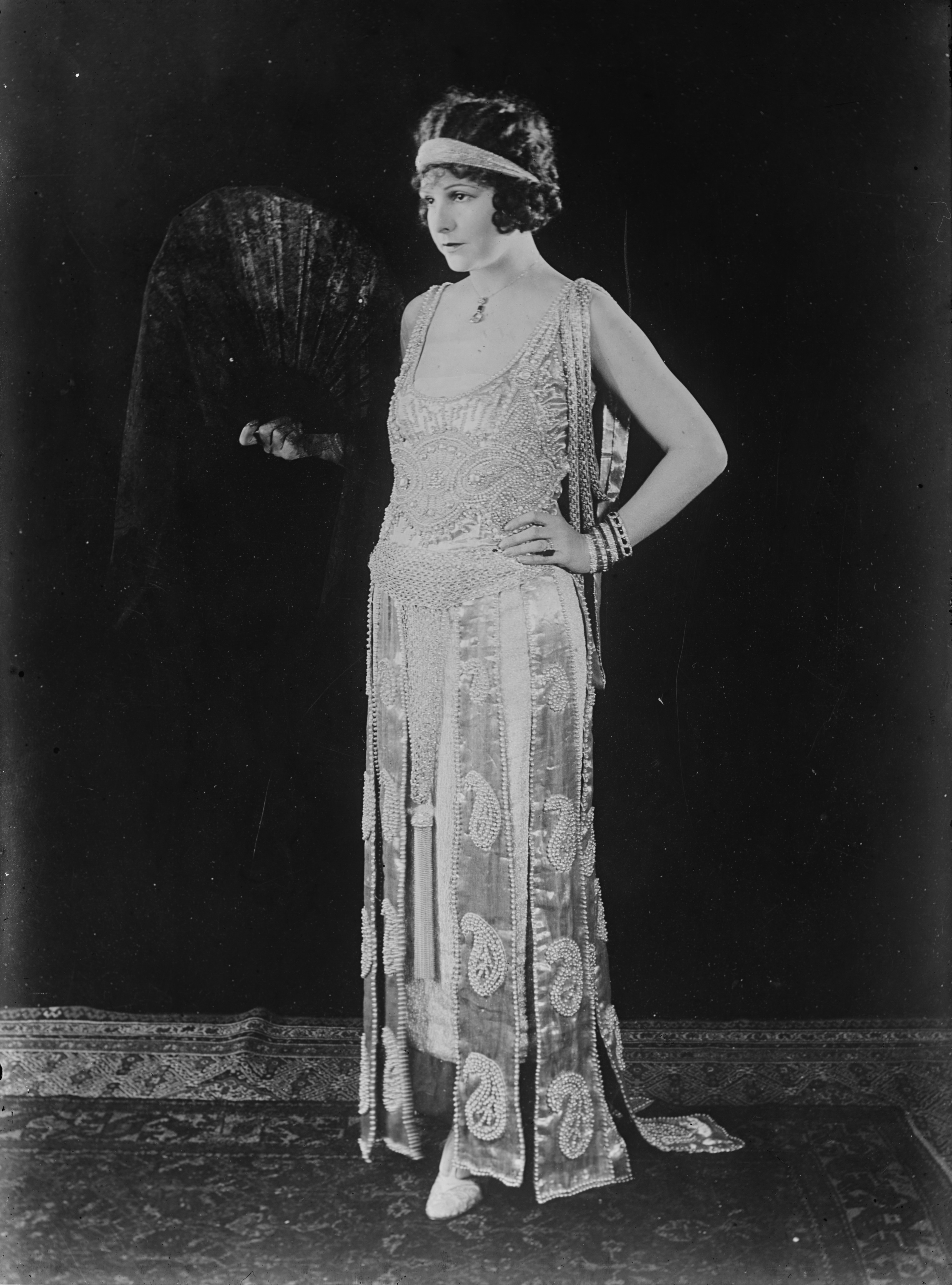
ノーマ・タルマッジ（1920年代初頭）

トライアングルとの契約期間が終わると、タルマッジ母子はニューヨークに戻った。あるパーティーで、タルマッジはジョセフ・M・シェンクと知り合った。当時のシェンクは映画館や遊園地を経営する裕福な興行師で、自分で映画を製作したいと考えていた。タルマッジはすぐにシェンクのことを仕事的にも個人的にも気に入り、シェンクは結婚して映画製作スタジオを設立することを提案した。2か月後の1916年10月20日に2人は結婚した。タルマッジは16歳年上のシェンクのことを"Daddy"と呼んだ。シェンクはタルマッジの母ペグと協力して、タルマッジのキャリアを監督・管理し、女優として育て上げた。
1917年、シェンク夫妻は映画製作会社ノーマ・タルマッジ・フィルム・コーポレーションを設立した。シェンクは妻を、いつまでも記憶に残るような最高のスターにすると誓った。シェンクはタルマッジのために、最高の脚本と豪華な衣装、壮大なセット、才能のあるキャスト、著名な映画監督を用意し、華々しい宣伝を行った。この会社は興行的に大成功し、多くの女性がタルマッジに憧れた。
シェンクはニューヨークにスタジオを構えた。1階のスタジオではノーマ・タルマッジの映画が、2階では妹のコンスタンス・タルマッジのコメディ映画が、3階ではロスコー・アーバックルのコメディ映画が製作された。妹のナタリー・タルマッジは主に秘書として活動し、ノーマやコンスタンスの主演映画に端役で出演することもあった。アーバックルは、甥のアル・セント・ジョンとボードヴィルのスター、バスター・キートンをニューヨークに呼び寄せた。キートンは1921年にナタリー・タルマッジと結婚するが、1933年に離婚した。

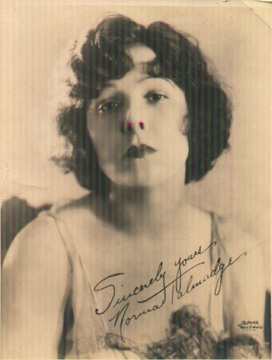
『ピクチャー・プレイ』誌1922年4月号より

自身の名を冠したスタジオでタルマッジが初めて出演したのは『パンテア』（1917年）だった。この作品では、アラン・ドワンが監督を、エリッヒ・フォン・シュトロハイムとアーサー・ロッソンが助手を務めた。この作品はヒットし、タルマッジの女優としての地位を確立した。
この時期に、タルマッジの演技力は急速に向上した。1917年から1921年にかけて、ニューヨークで年に4から6本の映画を撮影した。シェンクは、ユージン・オブライエンを相手役とした"Poppy"などの映画も製作した。このコンビは大当たりし、メアリー・ピックフォード主演の『嵐の国のテス』（1914年）に対応する『嵐の里』"The Secret of the Storm Country"（1917年）など、競合作品が10本作られた。
1918年にはシドニー・フランクリン監督とコンビを組み、『紅涙の跡』"The Safety Curtain"、『恐怖の夜』"Her Only Way"、『禁断の都』"Forbidden City"、『高原に咲く花』"The Heart of Wetona"、『仮りそめの妻』"The Probation Wife"を撮影した。東海岸で撮影する利点は、マダム・フランシスやルシールなどの、アメリカにおける最高のファッション・デザイナーを利用できたことである。1919年から1920年にかけて、『フォトプレイ』誌のファッション関係のコラムにはタルマッジの名前が毎月のように登場していた。
タルマッジは1920年代を通して成功を収め続けた。1921年には『清濁』"Yes or No"、『刻印の乳房』"The Branded Woman"、『情熱の薔薇』"Passion Flower"、『秘密の扉』"The Sign on the Door"を撮影した。1922年には、タルマッジの全作品の中でも最も人気の高い『久遠の微笑』(Smilin' Through)に主演した。この作品は、サイレント映画時代における最高のロマンス映画と評され、1932年にノーマ・シアラー主演、1941年にジャネット・マクドナルド主演でリメイクされている。

### ハリウッド

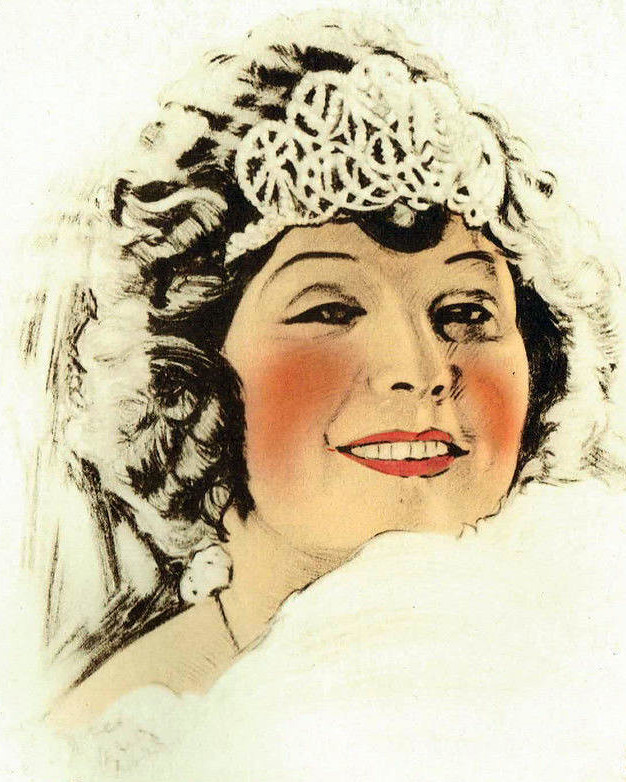
『不滅の情火』（1922年）の映画ポスターより

『久遠の微笑』の公開の後、シェンクはニューヨークのスタジオを閉鎖してノーマ、コンスタンスとともにハリウッドに移り、バスター・キートン、ナタリー・タルマッジと合流した。ハリウッドでの映画作りは、ニューヨークとは全く違っていた。ハリウッドの映画製作は規模が大きく、撮影本数は少ないが、時代設定や舞台設定がバラエティに富んでいた。タルマッジは、より魅惑的なイメージを出すために、撮影監督のトニー・ゴーディオやハリウッドの一流の衣装デザイナーとチームを組んだ。また、フランク・ロイド、クラレンス・ブラウン、フランク・ボーゼイギなどの一流の映画監督とも仕事をした。シェンクがタルマッジの出演作を多数製作したこともあり、タルマッジは1920年代で最も稼いだ女優の一人となった。

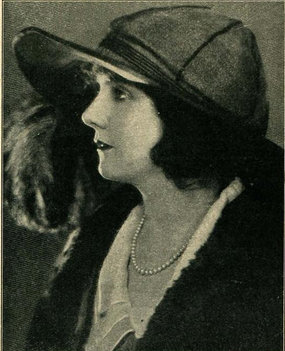
タルマッジ（1923年）

1923年、映画興行主の投票により選ばれるトップテン・マネーメイキングスターで、タルマッジは第1位となった。タルマッジは週に1万ドルを稼ぎ出し、毎週3千通のファンレターを受け取っていた。フランク・ボーゼイギ監督の『秘密』"Secrets"（1924年）は最高の評価を受け、タルマッジはキャリアの頂点を迎えた。1924年、シェンクはユナイテッド・アーティスツの幹部になったが、タルマッジはファースト・ナショナル映画と配給契約を結んだままだった。フランク・ボーゼイギ監督の『在りし日』"The Lady"（1925年）、クラレンス・ブラウン監督のコメディ・ロマンス映画『お転婆キキー』"Kiki"など、タルマッジは成功作を作り続けた。
1926年1月5日、タルマッジはアンナ・メイ・ウォンと共に、グローマンズ・チャイニーズ・シアターの起工式で鍬入れを行った。チャイニーズ・シアターの前庭には、ハリウッドスターなどの手形・足形を刻んだセメントタイルを埋め込む慣習があるが、この起源について、タルマッジが工事中に誤ってまだ乾いていないセメントに足を踏み入れたためとする説がある。しかし、この話については劇場の建設主のシド・グローマンが様々なバージョンの話をしており、定かではない。

### 人気の衰退

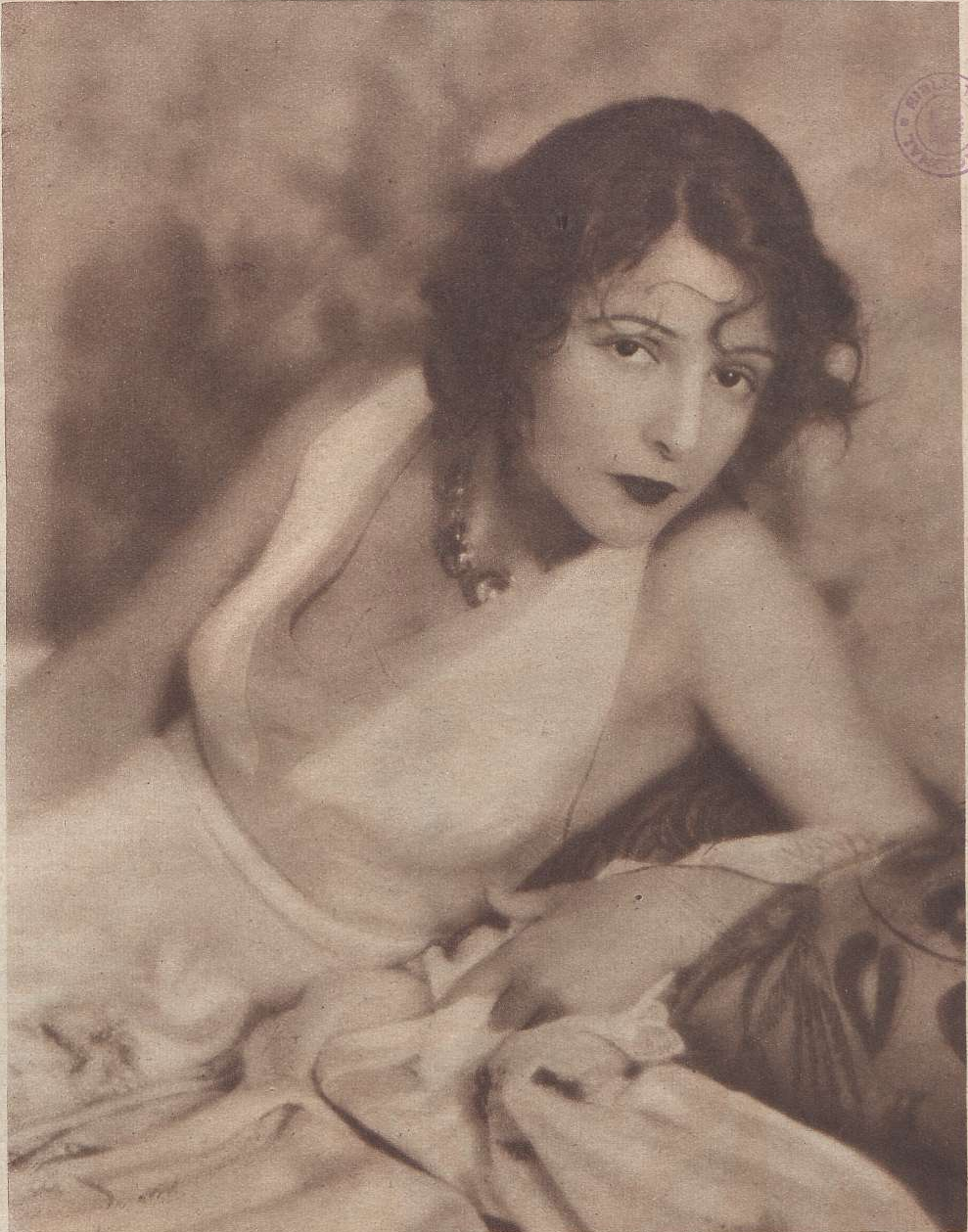
タルマッジ（1930年頃）

タルマッジは、1926年の『椿姫』"Camille"を最後にファースト・ナショナルとの契約を終え、ユナイテッド・アーティスツ(UA)に移籍した。この作品の撮影中、タルマッジは主演のギルバート・ローランドと恋に落ちた。タルマッジはシェンクに離婚を申し出たが、シェンクは受け入れなかった。タルマッジとローランドの組み合わせは人気が出たため、シェンクは個人的な感情は別にして、UAからリリースされたタルマッジの3作品にローランドを出演させた。タルマッジとシェンクは別居を始めたが、シェンクはタルマッジの作品のプロデュースを続けた。シェンクはUAの社長に就任した。以降のタルマッジの出演作品は全てUAから配給されたが、UAは名門ではあるものの作品を公開する映画館が少なかった。これにより、タルマッジの人気は低下し始めた。UAに移籍してからの作品、『赤い鳩』"The Dove（1927年）と『噂の女』"The Woman Disputed"（1928年）は興行的に失敗し、これがタルマッジの最後のサイレント映画作品となった。
1928年にはトーキーの公開が始まっており、タルマッジもトーキーに出演するために、声を出しての演技のレッスンを受け始めた。1929年の『紐育の囁き』"New York Nights"で初めてトーキーに出演した。この作品でタルマッジはトーキーでも演技ができることを示したが、作品は興行的には振るわなかった。翌1930年には"Du Barry, Woman of Passion"で主役のデュ・バリー夫人を演じた。ウィリアム・キャメロン・メンジーズが手の込んだセットを作り上げたにもかかわらず、この役どころに求められる高いレベルの声の演技をタルマッジができなかったことと、無能な演出により、この作品は失敗作となった。
1928年3月29日、UAはメアリー・ピックフォードの別荘にタルマッジ、ピックフォード、ダグラス・フェアバンクス、チャーリー・チャップリン、グロリア・スワンソン、ジョン・バリモア、ドロレス・デル・リオ、D・W・グリフィスを集め、トーキーへの挑戦について語るラジオ番組"The Dodge Brothers Hour"を収録した。
時が経つにつれ、世間はタルマッジを過去の象徴とみなすようになり、興味を示さなくなった。タルマッジはトーキーへの挑戦以前から映画製作に飽き始めており、トーキー作品での2作品続けての失敗が、さらなる挑戦を思いとどまらせた。
UAとの契約はあと2作品残っていた。1930年末、サミュエル・ゴールドウィンがゾーイ・エーキンズの喜劇"The Greeks Had a Word for It"の映画化の権利をタルマッジのために手に入れたと発表した。タルマッジはニューヨークでリハーサルはしたと伝えられているが、数か月もしないうちにUAに契約解除を申し出た。そして、二度とスクリーンに登場しなかった。なお、ゴールドウィンが映画化権を手に入れたエーキンズの喜劇は、1932年にジョーン・ブロンデル主演で"The Greeks Had a Word for Them"として公開された。

## 引退後
映画界を去ったタルマッジは、スターとしての義務や責任から解放された。街でタルマッジを見かけてサインを求めるファンもいたが、タルマッジは「あっちへ行ってください。私はもうあなた達を必要としていないし、あなた達も私を必要としていないのだから」と言って断った。
母のペグは病気により1925年12月に死去した。1932年半ば、タルマッジは11歳年下のギルバート・ローランドがいつか自分のもとを去ることを恐れ、ローランドとの結婚を断念した。1932年後半、タルマッジはシェンクのポーカー仲間でコメディアンのジョージ・ジェッセルとの交際を始めた。1934年4月、7年間別居していたシェンクはタルマッジとの離婚を認めた。その9日後、タルマッジはジェッセルと結婚した。シェンクは離婚後も、タルマッジ姉妹の財務アドバイザーとして、タルマッジが行っていた事業の指導を続けた。1937年には、タルマッジはシェンクと共同で、カリフォルニア州ロングビーチの歴史的建造物ヴィラ・リヴィエラを150万ドルで購入した。
タルマッジの芸能界における最後の仕事は、ジェッセルのラジオ番組への出演だった。この番組は聴取率の低迷によりすぐに終了した。ジェッセルとの結婚生活も長続きせず、1939年に離婚した。1946年、ビバリーヒルズの医師カーヴェル・ジェームズ(Carvel James)と結婚した。長年の芸能生活により、タルマッジの元には莫大な財産が残り、生涯お金に困ることはなかった。

## 晩年と死去

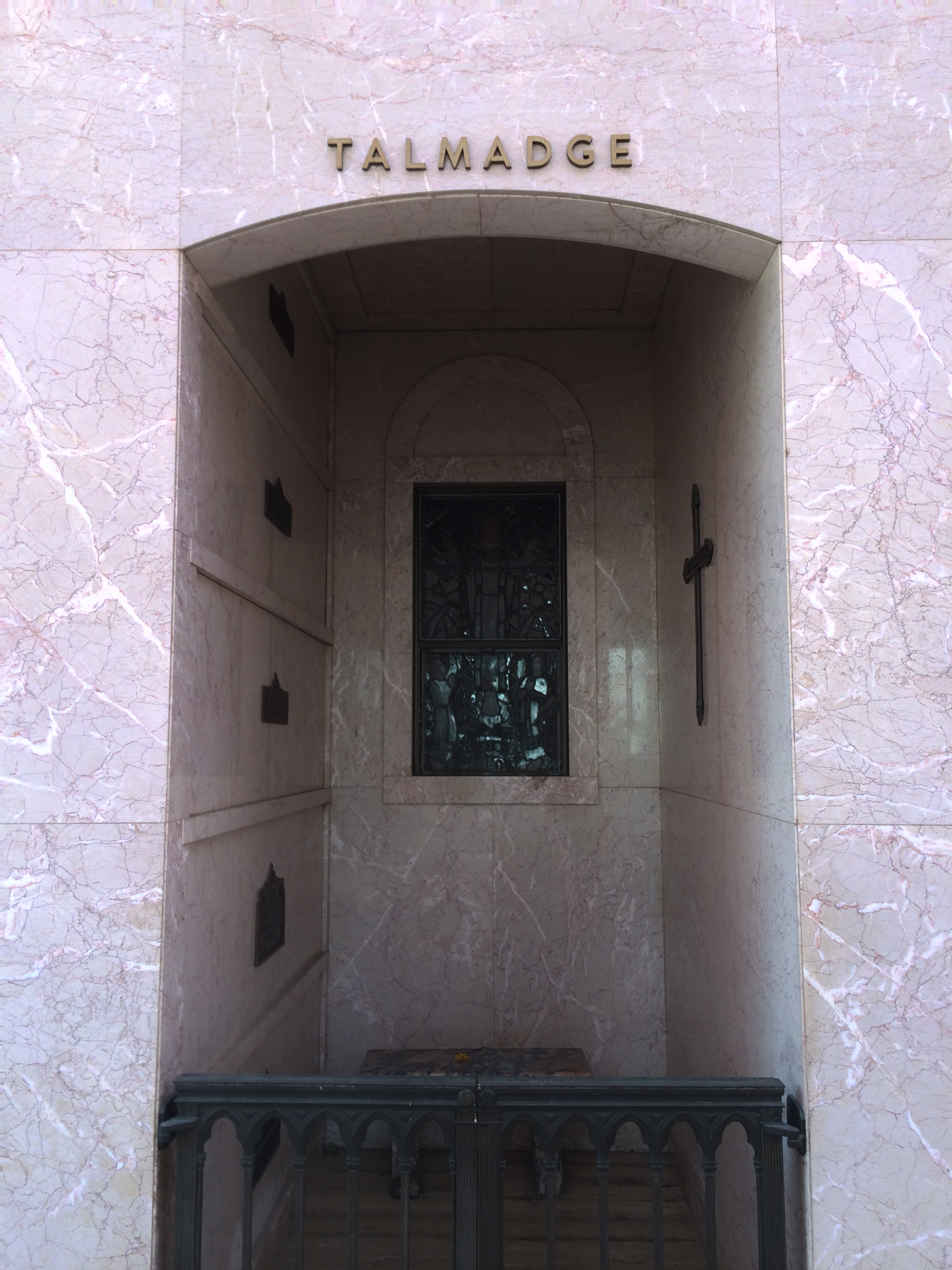
ハリウッド・フォーエバー墓地のタルマッジ姉妹の納骨所

タルマッジはセレブリティの重荷に馴染むことができず、晩年には家に引き籠もるようになった。関節炎を患い、痛みのために鎮痛剤に依存するようになり、温暖なラスベガスに移住した。アニタ・ルースの手記によれば、鎮痛剤への依存から、最後の夫となった医師のカーヴェル・ジェームズと付き合うようになったという。1956年、1925年以前の女性スタートップ5の一人に選ばれたが、病気のためニューヨーク州ロチェスターで開かれた授賞式に参加できなかった。
1957年に脳卒中を発症し、同年12月24日に肺炎により死去した。死去時、その遺産は100万ドル（2020年の物価換算で890万ドル）以上と評価された。遺体は、2人の妹とともに、ハリウッド・フォーエバー墓地の三姉妹専用の納骨所に埋葬された。
映画界への功績により、ハリウッド・ウォーク・オブ・フェームのヴァイン通り1500番地にタルマッジの星が設置された。
ロサンゼルスのロス・フェリズ地区には、ノーマ・タルマッジに因んだ「タルマッジ通り」がある。サンディエゴのタルマッジというコミュニティはタルマッジ姉妹に因んで名付けられたもので、通りの一つは「ノーマ」と名付けられている。

## フィルモグラフィ
| 年   | タイトル                               | 役                                            | 備考                               | 保存状態 |
| ---- | -------------------------------------- | --------------------------------------------- | ---------------------------------- | -------- |
| 1911 | The Child Crusoes                      |                                               |                                    |          |
| 1913 | The Doctor's Secret                    | Elsa                                          |                                    | 喪失     |
| 1915 | Captivating Mary Carstairs             | Mary Carstairs                                |                                    | 喪失     |
| 1915 | The Battle Cry of Peace                | Virginia Vandergriff                          |                                    | 不完全   |
| 1915 | The Crown Prince's Double              | Shirley Rives                                 |                                    | 喪失     |
| 1916 | 疑問の鈕釦 The Missing Links           | Myra Holburn                                  |                                    | 喪失     |
| 1916 | Martha's Vindication                   | Martha                                        |                                    | 喪失     |
| 1916 | The Children in the House              | Cora                                          |                                    | 現存     |
| 1916 | 渦 Going Straight                      | Grace Remington                               |                                    | 現存     |
| 1916 | The Devil's Needle                     | Renee                                         |                                    | 現存     |
| 1916 | The Social Secretary                   | Mayme                                         |                                    | 現存     |
| 1916 | 五十と五十 Fifty-Fifty                 | Naomi                                         |                                    | 現存     |
| 1917 | パンテア Panthea                       | Panthea Romoff                                | プロデューサー兼                   | 喪失     |
| 1917 | 自業自得 The Law of Compensation       | Flora Graham/Ruth Graham                      |                                    | 現存     |
| 1917 | Poppy                                  | Poppy Destinn                                 |                                    | 不完全   |
| 1917 | 歓楽に狂ふ女 The Moth                  | Lucy Gillam                                   |                                    | 不完全   |
| 1917 | 嵐の里 The Secret of the Storm Country | Tess Skinner                                  |                                    | 喪失     |
| 1918 | 愛人の面影 The Ghosts of Yesterday     | Ruth Graham/Jeanne La Fleur                   |                                    | 不完全   |
| 1918 | 購へる貞操 By Right of Purchase        | Margot Hughes                                 |                                    | 不完全   |
| 1918 | 其夜から De Luxe Annie                 | Julie Kendal (De Luxe Annie II)               | プロデューサー兼                   | 現存     |
| 1918 | 紅涙の跡 The Safety Curtain            | Puck                                          |                                    | 現存     |
| 1918 | 恐怖の夜 Her Only Way                  | Lucille Westbrook                             |                                    | 喪失     |
| 1918 | 禁断の都 The Forbidden City            | San San/Toy                                   |                                    | 現存     |
| 1919 | 高原に咲く花 The Heart of Wetona       | Wetona                                        |                                    | 現存     |
| 1919 | ニュームーン The New Moon              | Princess Marie Pavlovna                       |                                    | 不完全   |
| 1919 | 仮りそめの妻 The Probation Wife        | Josephine Mowbray                             | プロデューサー兼                   | 不完全   |
| 1919 | 女人の切望 The Way of a Woman          | Nancy Lee                                     |                                    | 不完全   |
| 1919 | 孤島の烽火 The Isle of Conquest        | Ethel Harmon                                  | プロデューサー兼                   | 喪失     |
| 1920 | 明暗の女 A Daughter of Two Worlds      | Jennie Malone                                 |                                    | 現存     |
| 1920 | 青春の夢 She Loves and Lies            | Marie Callender, aka Marie Max and June Dayne |                                    | 不完全   |
| 1920 | 女性の賜物 The Woman Gives             | Inga Sonderson                                |                                    | 現存     |
| 1920 | 清濁 Yes or No ?                       | Margaret Vane/Minnie Berry                    | プロデューサー兼                   | 現存     |
| 1920 | 刻印の乳房 The Branded Woman           | Ruth Sawyer                                   | プロデューサー兼                   | 現存     |
| 1921 | 情熱の薔薇 The Passion Flower          | Acacia, The Passion Flower                    | プロデューサー兼                   | 現存     |
| 1921 | 秘密の扉 The Sign on the Door          | Ann Hunniwell/Mrs. 'Lafe' Regan               | プロデューサー兼                   | 現存     |
| 1921 | 奇蹟 The Wonderful Thing               | Jacqueline Laurentine Boggs                   | プロデューサー兼                   | 現存     |
| 1921 | 懐しの島へ Love's Redemption           | Jennie Dobson, aka Ginger                     | プロデューサー兼                   | 喪失     |
| 1922 | 久遠の微笑 Smilin' Through             | Kathleen/Moonyeen                             | プロデューサー兼                   | 現存     |
| 1922 | 不滅の情火 The Eternal Flame           | Duchesse de Langeais                          | プロデューサー兼                   | 不完全   |
| 1923 | 尖塔の声 The Voice from the Minaret    | Lady Adrienne Carlyle                         | プロデューサー兼                   | 喪失     |
| 1923 | 法に泣く女 Within the Law              | Mary Turner                                   | プロデューサー兼                   | 現存     |
| 1923 | Ashes of Vengeance                     | Yolande de Breux                              | プロデューサー兼                   | 現存     |
| 1923 | The Song of Love                       | Noorma-hal                                    | プロデューサー兼                   | 現存     |
| 1924 | 秘密 Secrets                           | Mary Carlton                                  | プロデューサー兼                   | 現存     |
| 1924 | 激浪逆捲く The Only Woman              | Helen Brinsley                                | プロデューサー兼                   | 現存     |
| 1925 | 在りし日 The Lady                      | Polly Pearl                                   | プロデューサー兼                   | 不完全   |
| 1925 | Graustark                              | Princess Yetive                               | プロデューサー兼                   | 不完全   |
| 1926 | お転婆キキー Kiki                      | Kiki                                          | プロデューサー兼                   | 現存     |
| 1926 | 椿姫 Camille                           | Marguerite Gautier (Camille)                  | プロデューサー兼                   | 不完全   |
| 1927 | 赤い鳩 The Dove                        | Dolores                                       | プロデューサー兼                   | 不完全   |
| 1928 | 噂の女 The Woman Disputed              | Mary Ann Wagner                               | プロデューサー兼                   | 現存     |
| 1929 | 紐育の囁き New York Nights             | Jill Deverne                                  | プロデューサー兼（クレジットなし） | 現存     |
| 1930 | Du Barry, Woman of Passion             | デュ・バリー夫人                              |                                    | 現存     |

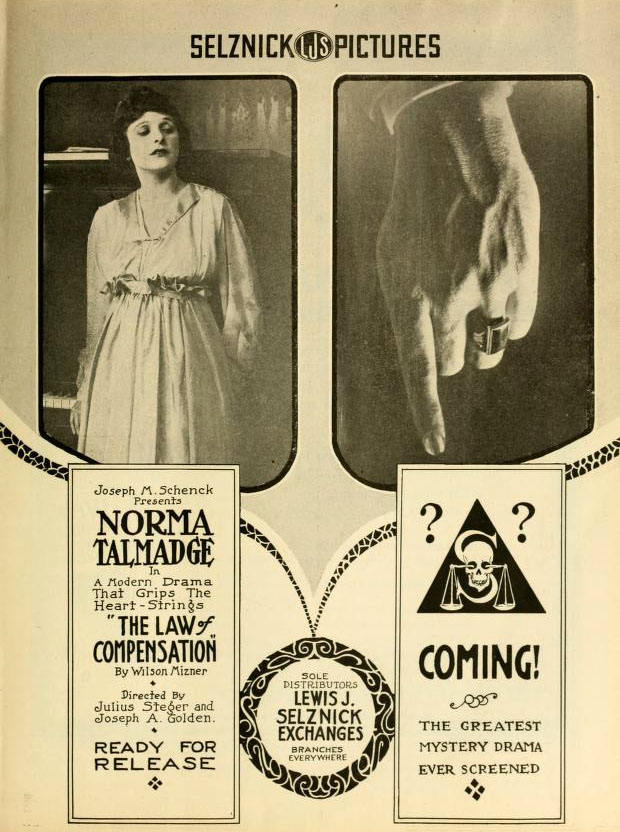
『自業自得』 The Law of Compensation, 1917
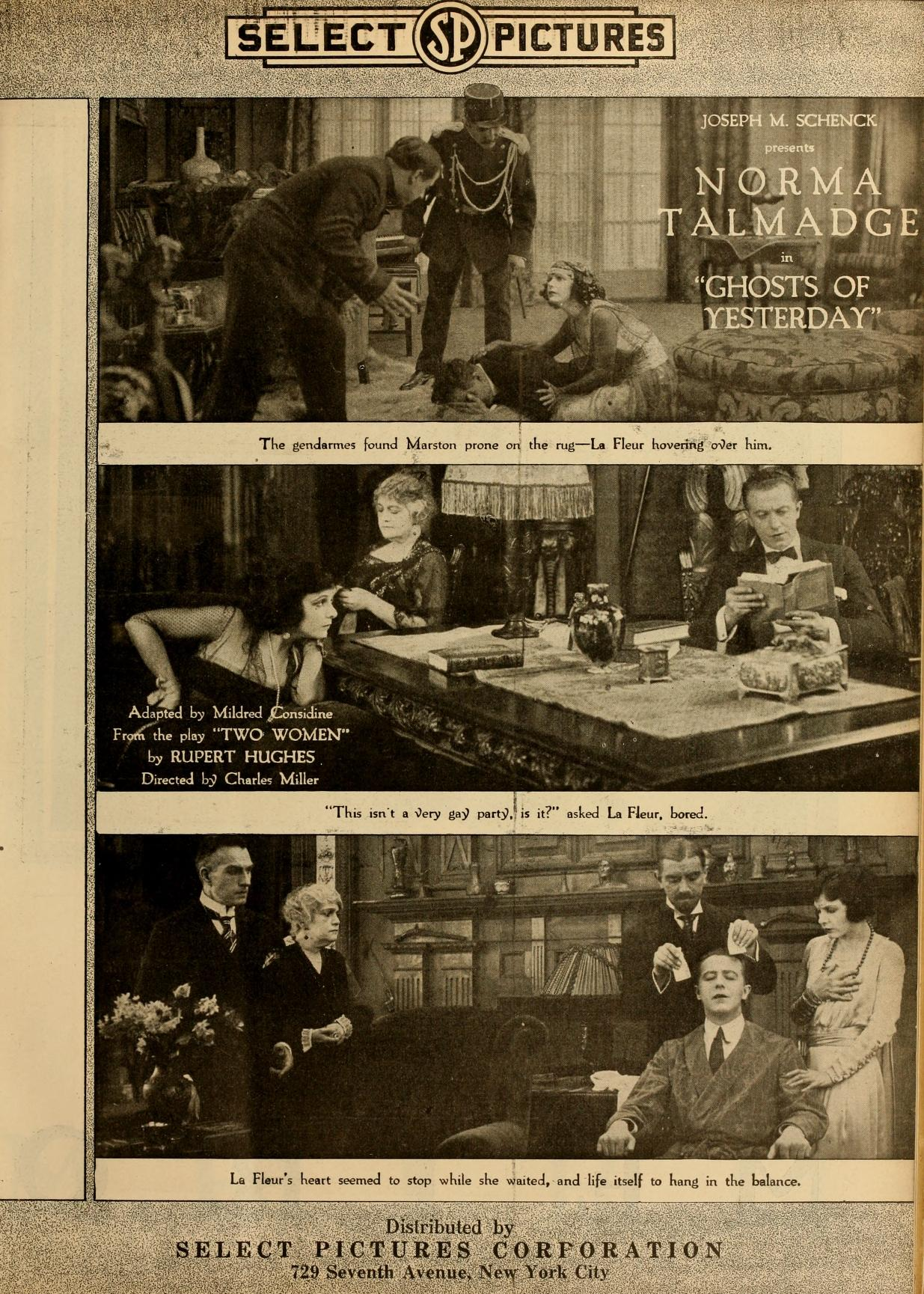
『愛人の面影』 The Ghost of Yesterday, 1918
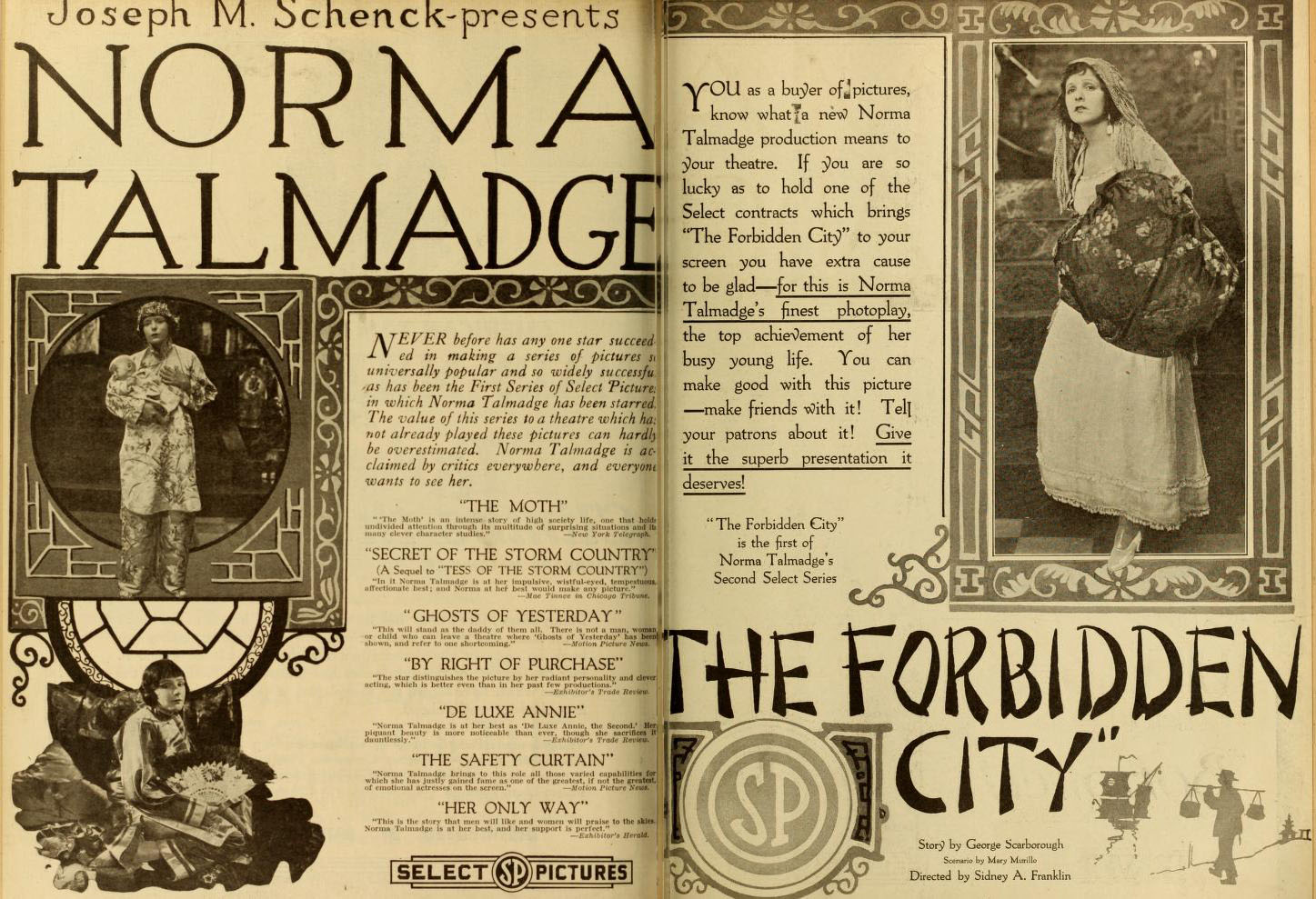
『禁断の都』 The Forbidden City, 1918
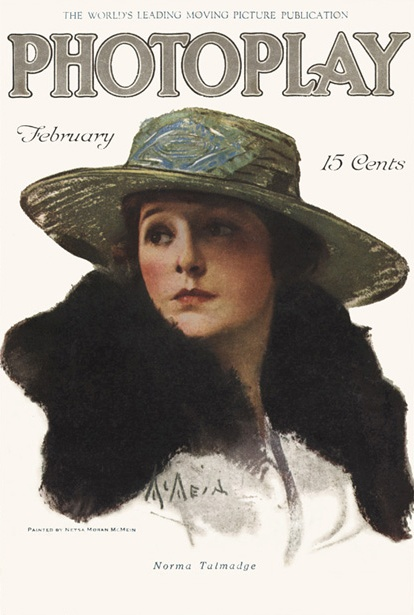
雑誌『フォトプレイ（英語版）』1917年2月の表紙
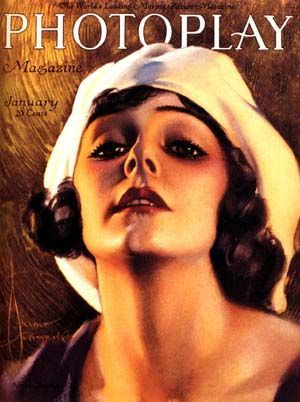
『フォトプレイ』1920年１月
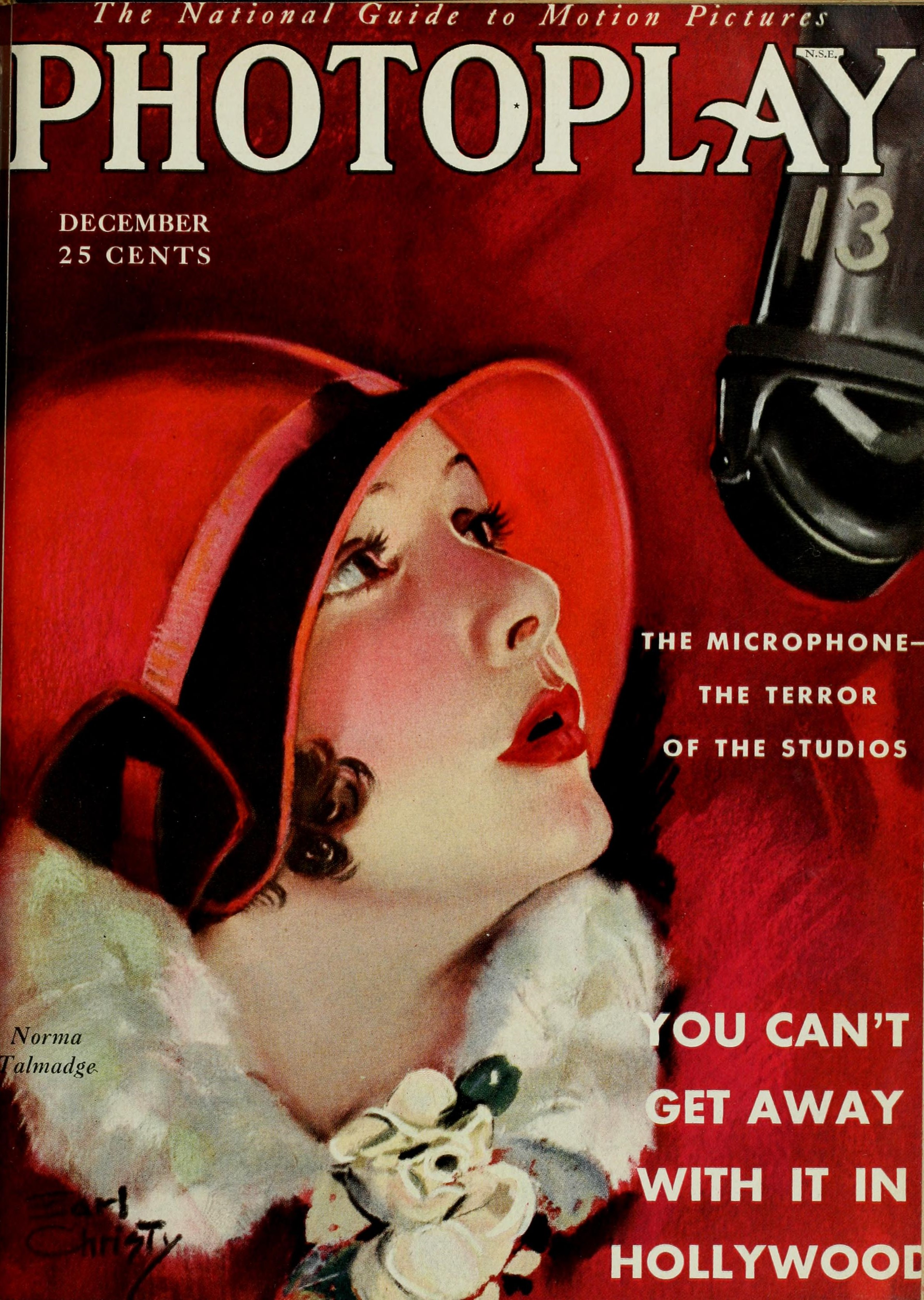
『フォトプレイ』1929年12月
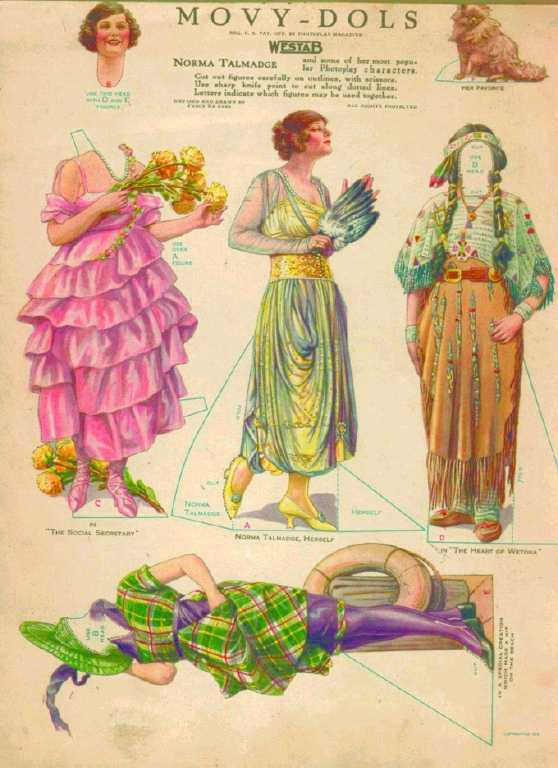
ノーマ着せ替え人形